# Karina Berger
Karina Berger (* 30. Juli 1968 als Karin Berger) ist eine ehemalige Miss Schweiz, ein Model und war bis 2014 Mitorganisatorin des Miss-Schweiz-Wettbewerbes.
Die gelernte Coiffeuse Karina Berger wurde im Jahr 1988 zur Miss Schweiz gekürt und ein Jahr darauf zur Miss Globe International. In den 1990er Jahren arbeitete sie als Model und nebenbei ab 1993 als Mitorganisatorin der Miss-Schweiz-Wahlen, seit 2005 mit Sitz im Verwaltungsrat. Sie amtet als Pressesprecherin und ist für die Betreuung der Kandidatinnen und der Titelträgerin zuständig.
Karina Berger ist verheiratet und hat zwei Töchter.